# گنجه‌ای کهنه

## جمعیت
این روستا در دهستان سررود شمالی قرار دارد و براساس سرشماری مرکز آمار ایران در سال ۱۳۸۵، جمعیت آن ۸۱۲ نفر (۱۶۸خانوار) بوده‌است.